# Settima crociata
La settima crociata si svolse fra il 1248 e il 1254.

## Antefatti
La situazione vicino-orientale era all'epoca caratterizzata dalla sempre più massiccia avanzata dei Mongoli di Gengis Khan che, nella loro progressione verso occidente, avevano investito con tutta la loro forza il potente regno della Corasmia, destinando all'oblio nel 1219 quanto era stato creato dalla dinastia dei Khwārezmshāh.
Jalal al-Din Mankubirni (o Mangburni), figlio dell'ultimo sovrano dell'Impero corasmio, ʿAlāʾ al-Dīn Muḥammad, nel tentativo di ridar vita al regno paterno, si mise alla testa di nutrite bande di Corasmi, percorrendo con loro in armi le regioni medio e vicino-orientali per depredarle o per offrirsi in qualità di mercenari ai vari signorotti.
Il sultano della dinastia ayyubide, fondata da Saladino, era al-Malik al-Kāmil, che aveva stretto un accordo con Federico II di Svevia nell'ambito della sesta crociata, oltre ad essere l'oggetto di un incontro con san Francesco d'Assisi, che valse all'Ordine dei francescani da lui creato la Custodia di Terrasanta.

### L'esercito di Corasmi e mamelucchi
Quando era ancora principe, al-Ṣāliḥ Ayyūb (al-Ṣāliḥ Najm al-Dīn Ayyūb), figlio di al-Malik al-Kāmil, aveva cominciato a comperare schiavi per farne soldati (Mamelucchi, dall'arabo mamlūk, "schiavo") e ad arruolare sbandati Corasmi per potersene servire per i suoi ambiziosi fini, guadagnandosi il logico sospetto del padre che lo relegò precauzionalmente nei periferici soggiorni sorvegliati siriani di Hisn Hayfa.
Quando il padre, morendo, indicò per succedergli l'altro suo figlio al-ʿĀdil II Abū Bakr, al-Sālih Ayyūb gli diede guerra. Dopo un iniziale rovescio e un'ulteriore segregazione di sei mesi ad al-Karak in Siria, riuscì a sovvertire la designazione paterna grazie ai suoi Corasmi e Mamelucchi, diventando nel 1240 nuovo Sultano di Egitto e Siria.
Nel 1244 la soldataglia corasmia fu lanciata da al-Sālih Ayyūb contro i suoi parenti ayyubidi siriani, eliminando ogni traccia di resistenza interna al sultanato ayyubide. Le bande corasmie rimasero nelle aree mesopotamiche e siriane settentrionali, pronte a far valere - grazie alla loro supremazia militare - la loro prepotente ingordigia in razzie e predazioni. La pressione dei Mongoli cacciò dalla Mesopotamia i predoni corasmi, i quali vennero accolti dall'emiro ayyubide d'Egitto, che li assoldò per combattere contro la nemica coalizione dei Ayyubidi di Siria. Raggruppati in diecimila, i predoni razziarono le città cristiane di Tiberiade e depredarono la città di Gerusalemme il 23 agosto 1244, indifendibile a seguito degli accordi della Sesta Crociata, dando luogo a atroci efferatezze (come le macabre riesumazioni delle spoglie degli antichi re crociati nella basilica del Santo Sepolcro) e al massacro di 30 000 cristiani. In seguito, i mercenari sconfissero una coalizione franco-musulmana siriana a La Forbie il 17 ottobre 1244.

### Il Concilio di Lione
La notizia dei massacri in Terrasanta sconvolsero la cristianità. Durante il concilio di Lione vennero esaminati la perdita di Gerusalemme, l'invasione mongola - che aveva già abbattuti diversi regni islamici - ed anche il conflitto in Sicilia tra impero e papato. Federico II venne scomunicato per la seconda volta da papa Innocenzo IV e, quando si decise di organizzare una nuova spedizione crociata in Terrasanta, l'organizzazione e il comando furono affidati a Luigi IX, re di Francia.
L'organizzazione della crociata aveva quindi un aspetto molto locale, coinvolgendo il regno di Francia senza la partecipazione del Sacro Romano Impero di Federico II.

## La Crociata

### Preparazione della crociata
Luigi IX di Francia, destinato dopo la morte alla gloria degli altari, aveva già fatto voto di prendere la croce durante una grave malattia. Dopo il 1245 iniziò a reclutare soldati ed invitò i suoi fratelli e gli altri principi con i loro vassalli a farsi crociati e a partire per l'Outremer. Cercò, inoltre, di convincere anche gli altri sovrani occidentali, ma con scarsi risultati: solo Enrico III di Inghilterra permise che la crociata fosse predicata nel suo regno e alla fine permise che 200 cavalieri vi si unissero solo nel 1249. Luigi cercò anche di rappacificare papa ed imperatore, ma nessuno dei due fu disposto ad inviare truppe, per cui questa crociata rimase totalmente francese.
La preparazione della crociata fu completa sotto ogni aspetto; il re si assicurò che tutto fosse moralmente corretto: fece condurre una indagine per appurare se avesse fatto dei torti a chicchessia e nel caso si impegnò a riparare; vietò ogni guerra privata e si impegnò per una moratoria di tre anni sugli interessi dei debiti. Affidò la conduzione del regno alla madre Bianca di Castiglia e sul piano materiale si impegnò a sostenere economicamente circa la metà dei crociati ed organizzò in maniera ottimale il trasporto ed il vettovagliamento delle truppe con la firma di contratti puntuali con armatori di Marsiglia e di Genova.

### Damietta e al-Manṣūra
Il re salpò il 25 agosto 1248 dal porto francese di Aigues-Mortes alla volta dell'Egitto e con lui vi furono i fratelli Roberto I d'Artois, Alfonso III di Poitiers e Carlo d'Angiò, i duchi di Bretagna e di Borgogna e molti altri nobili ed un esercito circa 15 000 uomini. La sua scelta della meta era sensata, perché in Europa era ben chiaro che la forza dei musulmani risiedeva non tanto nelle abbastanza derelitte regioni siriane quanto al Cairo, dove aveva appunto eretto la propria capitale la dinastia fondata da Saladino.
A metà del 1249 la flotta crociata sbarcò dunque a Damietta, sul delta del fiume Nilo. Nei pressi si ergeva la città di al-Manṣūra, allora capitanata da un promettente ufficiale mamelucco, Baybars.
Superate le deboli difese di Damietta, i crociati si bloccarono davanti ad al-Manṣūra, rifiutando sdegnosamente un'accomodante proposta del sultano ayyubide di scambiare l'importante porto di Damietta con Gerusalemme (che per i musulmani, all'epoca, non rivestiva soverchia importanza e che, comunque, gli Ayyubidi pensavano, o speravano, di poter riconquistare in un futuro non troppo lontano).
L'ambizioso sovrano francese urtò però contro le imprendibili mura di al-Manṣūra e le inusuali capacità di resistenza di Baybars, che sperava - come infatti avvenne - di ricevere rinforzi determinanti dall'Emiro ayyubide Fakhr al-Dīn ibn al-Shaykh. Questi, impegnato in Siria contro gli Ospedalieri ad ʿAsqalān (Ascalona), dopo avere sconfitto i suoi esigui avversari giunse nel delta del Nilo e, accerchiate a sua volta le forze crociate, ne impose la resa.
Inutile fu un tentativo di resistenza di Luigi IX. Mentre la dissenteria prendeva a mietere vittime non minori dello scorbuto e del tifo, il sovrano francese - ammalatosi e curato da un valente medico arabo - fu addirittura catturato, e venne liberato dalla moglie solo dopo il difficile pagamento di un riscatto di 800 000 bisanti d'oro, che i Templari furono letteralmente obbligati ad anticipargli.

## Conseguenze
Luigi IX trascorse altri quattro anni in Terra Santa, nell'inutile tentativo di rianimare Outremer, al termine dei quali dovette però tornare nel suo regno, senza aver ottenuto altro risultato se non quello di un avvicinamento fra il Principato di Antiochia e la monarchia armena della Cilicia.